# 久保田敦
久保田 敦（くぼた あつし、1977年2月25日 - ）は、長野県生まれの鉄道写真家。

## 略歴
小学生のころ国鉄海ノ口駅駅長であった祖父が切符を手に入れた大糸線を走るイベント列車に乗り鉄道の魅力にとりつかれる。
九州産業大学芸術学部写真学科卒業。会社員、フリーカメラマンを経て2001年レイルマンフォトオフィスに入社。現在はフリーになり『鉄道ジャーナル』（鉄道ジャーナル社）を中心に活動のほか、一般誌でも活躍中。
日本写真家協会、日本鉄道写真家協会会員

## 主な写真掲載誌
- 「鉄道ジャーナル」 (鉄道ジャーナル社）
- 「魂の鉄道写真 ～The soul of Railway photograph～」 （交通新聞社トラベルムック）
- 「まるまる大阪環状線めぐり」 （DJ鉄ぶらブックス）

## 出演番組
- TRAIN-TRAIN（FMサルース）

## 関連人物
- 中井精也
- 山崎友也
- 長根広和
- 土屋武之
- 小林佳果